# إسحاق جيمس قاولد
إسحاق جيمس قاولد هو سياسي كندي، ولد في 13 نوفمبر 1839 في يوكسبريدج في كندا، وتوفي في 6 يونيو 1915. حزبياً، نشط في الحزب الليبرالي الكندي. وقد انتخب عضو برلمان مقاطعة أونتاريو وانتخب عضو مجلس العموم الكندي.